# 도리노고촌
도리노고촌(일본어: 鳥之郷村)은 일본 군마현 닛타군에 있던 촌이다. 현재의 오타시 중부, 도리노고 지구에 해당한다.

## 역사
- 1889년 4월 1일 - 정촌제 시행에 의해 닛타군 도리노고촌이 성립하였다.
- 1943년 11월 1일 - 오타정에 편입되었다.
- 1948년 10월 1일 - 오타정이 시로 승격해 오타시가 되었다.
- 2005년 10월 1일 - 오지마정, 닛타정, 야부즈카혼정과 합병해 (신) 오타시가 되었다.

## 참고 문헌
- 角川日本地名大辞典編纂委員会, 『角川日本地名大辞典 10 群馬県』1988, 角川書店